# Пенешешть
Пенешешть (рум. Pănășești) — село у Страшенському районі Молдови. Адміністративний центр однойменної комуни, до складу якої також входить село Чобанка.

## Населення
За даними перепису населення 2004 року у селі проживали 2510 осіб.
Національний склад населення села:
| Національність   | Кількість осіб | Відсоток   |
| ---------------- | -------------- | ---------- |
| молдавани румуни | 2431 50        | 96,9% 2,0% |
| росіяни          | 16             | 0,6%       |
| українці         | 7              | 0,3%       |
| поляки           | 4              | 0,2%       |
| гагаузи          | 2              | 0,1%       |
| Всього           | 2510           | 100%       |